# M270 MLRS
M270 MLRS (z anglického Multiple Launch Rocket System) je americký samohybný obrněný salvový raketomet. Americká armáda ho začala používat v roce 1983. Později se v různých variantách rozšířil do armád řady dalších zemí, v současné době ho má ve výzbroji 15 států, z nichž 7 je členy NATO.
První bojové nasazení raketomety zaznamenaly během války v Zálivu, později byly ale nasazeny i v řadě dalších konfliktů včetně ruské invaze na Ukrajinu.

## Popis
Systém M270 se skládá z pásového podvozku M993 a dvou odpalovacích modulů M269. Do modulů se vkládají vyjímatelné kontejnery s raketami, které slouží k přepravě i samotnému odpalování. Po použití se pouze vymění za nové a není tak třeba každou raketu nabíjet zvlášť jako u srovnatelných sovětských systémů.
Raketomet může odpalovat řízení i neřízené 227mm rakety země-země, taktické balistické střely ATACMS, nebo taktické balistické rakety PrSM. Některé z typů raket dostupných pro MLRS využívají bojovou hlavici na principu kazetové munice, která nad prostorem cíle rozmetá větší množství submunice DPICM. 

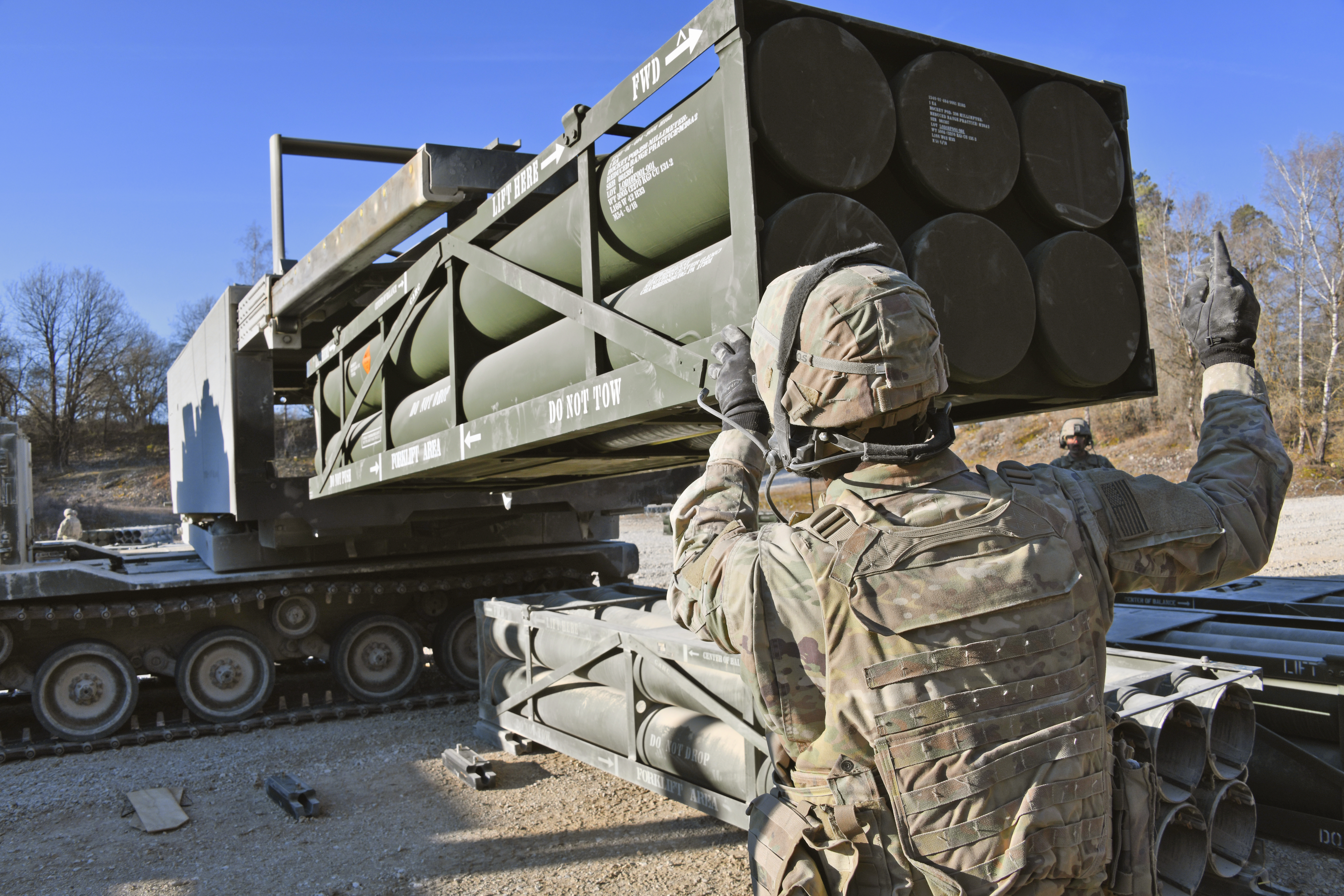
Výměna raketového kontejneru v M270

Raketomet používá systém dvou vyměnitelných raketových kontejnerů, přičemž v každém z nich může být buď šest raket (G)MLRS, jedna raketa ATACMS nebo dvě střely PrSM. Druhy kontejnerů lze kombinovat. M270 tak může vézt a najednou odpálit dvojnásobné množství munice než M142 HIMARS, který nese pouze jeden výměnný raketový kontejner. 
Posádka se skládá z řidiče, střelce a velitele a může bez nutnosti opuštění kabiny odpálit všechnu munici do 60 sekund.

## Varianty
- M270 – Původní verze postavená na bázi upraveného a prodlouženého podvozku bojového vozidla pěchoty Bradley.[6] Někdy zpětně označována jako M270A0.[7]
- M270A1 – Modernizovaná verze objednaná v roce 2005 americkou armádou a později i některými dalšími uživateli. Vylepšení doznal především systém řízení palby nově označovaný jako Improved Fire Control System (IFCS) a mechanické prvky odpalovacích modulů označované jako IMLS (Improved Launcher Mechanical System). Výsledkem je zkrácení času potřebného k zaměření cíle o 83 %, času potřebného k výměně kontejnerů o 38 % a to navíc při zvýšení spolehlivosti systému o 45 % a snížení nákladů na údržbu o 23 %.[8] Vylepšený je také motor a elektrické rozvody.[9] V případě upgradu Bahrajnu z roku 2022 je místo IFCS integrován modernější Common Fire Control System (CFCS).[8]
- M270B1 – Britský upgrade z roku 2006 v zásadě shodný s M270A1, ale doplněný o přídavné pancéřování zaměřené zejména na ochranu proti IED pro nasazení v Iráku.[10] V roce 2022 byla uzavřena zakázka na upgrade britských MLRS na standard M270A2 s několika specifiky, jako jsou gumové pásy, kamery a radar.[11][12]
- M270D1 – Finský upgrade z roku 2011 vycházející z verze M270A1, avšak doplněný o modernější systém řízení palby UFCS (Universal Fire Control System) z HIMARS.[13] V roce 2023 bylo rozhodnuto o upgradu všech kusů na standard M270A2.[14]
- MARS II/LRU/MLRS-I – Evropská varianta verze M270A1 vyvinutá ve spolupráci Francie, Německa a Itálie. Používá vlastní systém řízení palby EFCS (European Fire Control System) vyvinutý společností Airbus Defence and Space. Systém neumožňuje palbu kazetové munice, neboť jsou tyto evropské země signatáři Úmluvy o kazetové munici zakazující její používání.[15] Odlišností je také plně automatický halonový hasicí systém nebo rychlejší elektrický (nikoliv hydraulický) pohon odpalovacího zařízení.[16]
- M270A2 – Nejnovější varianta vyvinutá v roce 2019 původně pro americkou armádu. Ačkoliv jde o přestavbu původních kusů různých verzí, jde po modernizaci o prakticky nové stroje. Součástí jsou nové motory, nové převodovky, vylepšené kabiny, nové odpalovací moduly a nový systém řízení palby CFCS umožňující použití PrSM.[7]

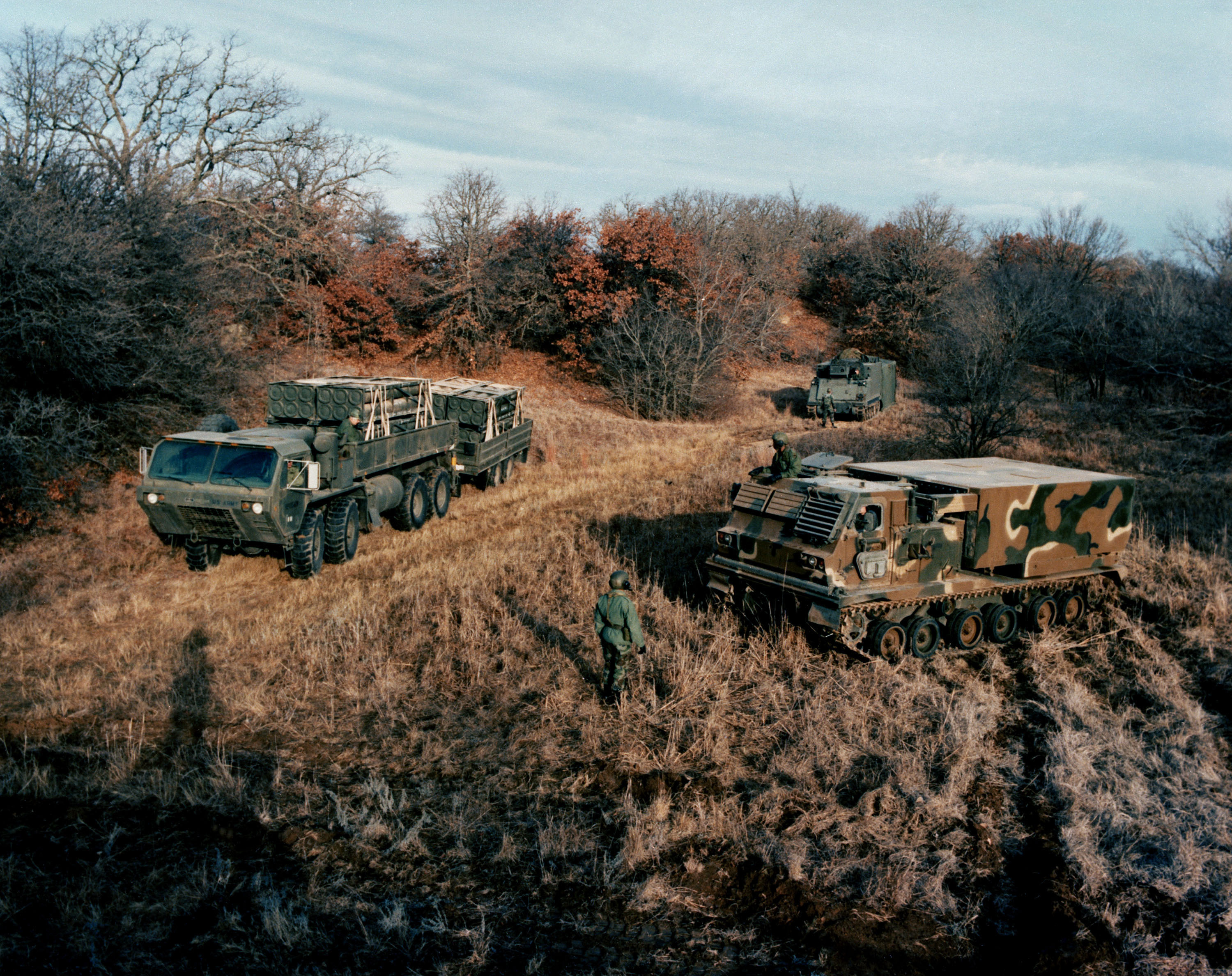
Muniční vozidlo, velitelské vozidlo a odpalovací zařízení M270

## Munice
Vozidlo využívá systém standardizovaných výměnných raketových kontejnerů, což umožňuje operativně měnit druhy munice a snadno integrovat případné nově vyvinuté druhy pouze s minimálními (především softwarovými) úpravami systému. Každý M270 pojme dva tyto kontejnery. Existují následující druhy munice:

### MLRS
MLRS je označení pro základní neřízené 227mm rakety, kterých jeden kontejner pojme 6 ks. Šlo o původní munici pro M270 vyvinutou v 80. letech a až do roku 2005 tyto rakety představovaly spolu s ATACMS jedinou munici pro tyto raketomety. Výroba byla ukončena v roce 2001, přičemž vyrobeno bylo celkem kolem půl milionu raket rodiny M26. V roce 2009 započalo jejich vyřazování z arzenálu U.S. Army, a to pro nesplnění podmínky nastavené pro kazetovou munici Georgem W. Bushem, dle níž nesmí zůstat nevybuchlé více než 1 % vystřelené submunice. Poslední operační nasazení ze strany USA proběhlo v roce 2003 během operace Irácká svoboda.
Existují tyto varianty raket M26:

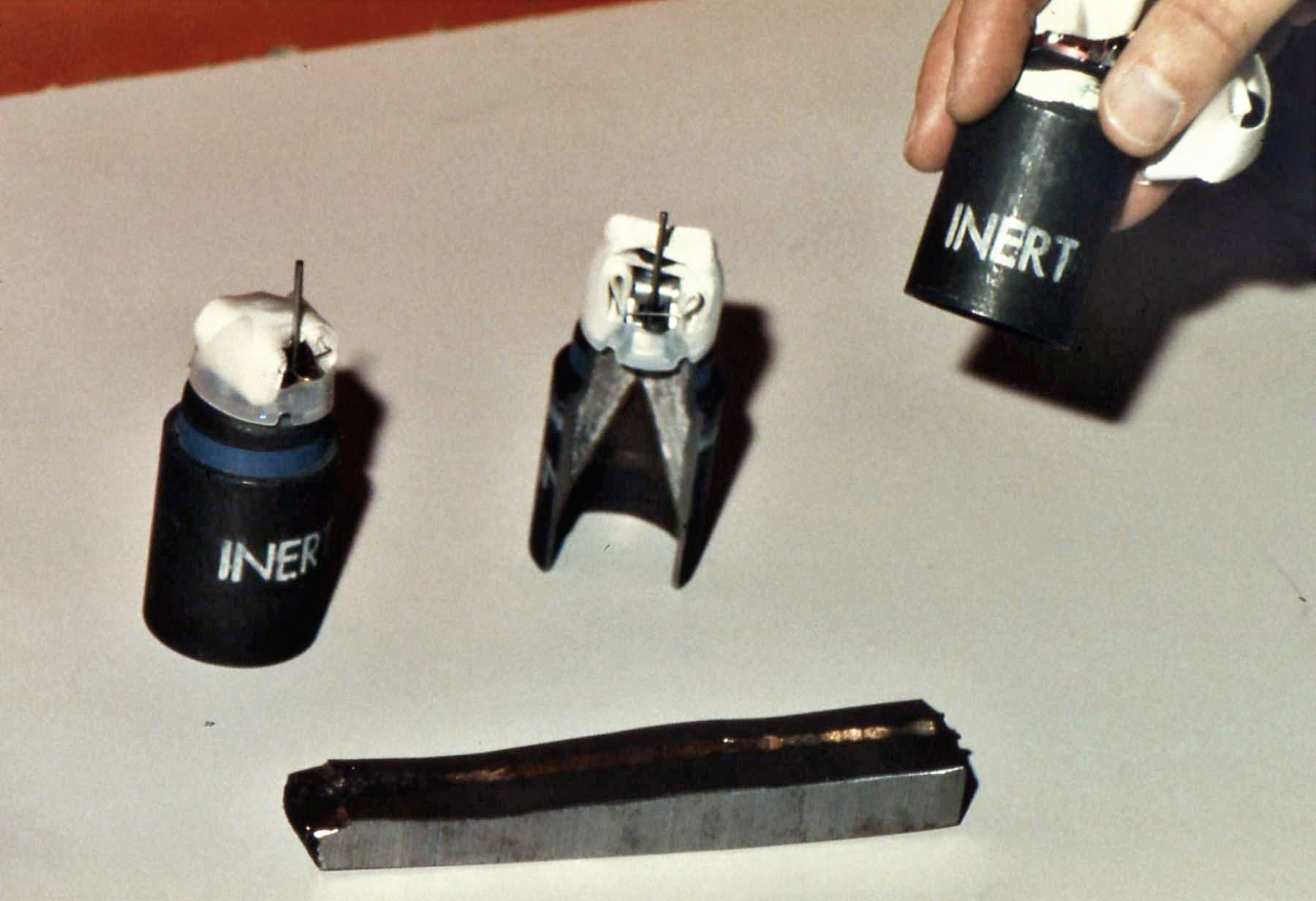
Submunice M77 DPICM používaná i v raketách MLRS

- Submunice M77 DPICM používaná i v raketách MLRSM26 – Kazetová varianta nesoucí 644 ks submunice DPICM M77. Dosah 15–32 km.[18] Spojené státy zničily z důvodu končící životnosti a kontroverzí ohledně procenta nevybuchlé submunice do roku 2014 desítky tisíc raket ze svých zásob, v roce 2017 bylo ale rozhodnuto o zastavení programu likvidace zbylých zásob.[17] Spojené království a Nizozemsko zničilo celý svůj arzenál v roce 2013, Itálie[19] a Německo v roce 2015[20] a Francie v roce 2017.[21]
- M26A1 ER – Kazetová varianta nesoucí 518 ks submunice DPICM M85. Dosah 15–45 km.[18] Submunice M85 používá elektromechanickou roznětku zajišťující destrukci nevybuchlých kusů.[22]
- M26A2 ER – Kazetová varianta nesoucí 518 ks submunice DPICM M77. Dosah 15–45 km.[18]
- AT2 – Německá verze M26 nesoucí 28 ks protitankových min AT2 pro vzdálené minování. Dosah: 15–38 km.[23]

- M28 – Výcviková verze M26 obsahující závaží a tři dýmovnice namísto submunice.
- M28A1 – Výcviková verze M26 bez hlavice a se sníženým dosahem na 9 km.
- M28A2 – Nízkonákladová výcviková verze M26 bez hlavice a se sníženým dosahem na 9 km.

### GMLRS
GPS/INS naváděná varianta 227mm raket, kterých jeden kontejner pojme 6 ks. Výroba začala v roce 2005 a do roku 2024 bylo vyrobeno více než 70 tisíc kusů, přičemž výroba několika tisíc kusů ročně stále probíhá. Dostřel je v různých zdrojích uváděn mezi 84 a 90 km, sám výrobce v roce 2009 oznámil úspěšný test na 92 km.
- M30 – Kazetová varianta nesoucí 404 ks submunice DPICM M101. Dosah 15–92 km. Do roku 2009 vyrobeno 3 936 ks, poté výroba ukončena ve prospěch M30A1.[28] Zbývající rakety M30 byly částečně konvertovány na varianty M30A1 nebo M31A1.[18]
- M30A1 – Verze s tzv. Alternative Warhead (AW). Jde o hlavici, která místo submunice nese zhruba 182 000 kusů wolframových kuliček, jež jsou zhruba 10 m nad cílem vystřeleny do prostoru s ničivým efektem na živou sílu i techniku. Díky absenci výbušné submunice nejde o kazetovou munici,  takže tyto rakety mohou používat i země, které jsou signatáři Úmluvy o zákazu kazetové munice. Výhodou je pochopitelně i absence rizika v podobě nevybuchlé submunice. Výroba ukončena v roce 2019 ve prospěch M30A2. Dosah 15–92 km.[29][30]
- M30A2 – Stejná jako M30A1, liší se pouze použitím tuhých pohonných látek se sníženou citlivostí IMPS (Insensitive Munition Propulsion System). „Necitlivé“ tuhé pohonné látky jsou odolné proti poškození způsobeném palbou protivníka (projektily, šrapnely atd.). Navíc při působení ohně nebo žáru „necitlivé“ pohonné látky nevybuchují, ale pouze hoří.[31]
- M31 – Verze s unitární 91kg hlavicí vyráběnou General Dynamics. Hlavici tvoří 23 kg výbušniny PBX-109 a ocelové fragmentační pouzdro. Dosah 15-92 km.[32]
- M31A1 – Vylepšená verze M31 s jinou roznětkou, která umožňuje kromě kontaktní a zpožděné iniciace také režim air-burst, tj. výbuch ve vzduchu několik metrů nad cílem pro lepší efekt střepin. Produkce ukončena v roce 2019 ve prospěch M31A2. Dosah 15-92 km.[22]
- M31A2 – Stejná jako M30A1, liší se pouze použitím tuhých pohonných látek se sníženou citlivostí IMPS (Insensitive Munition Propulsion System).
- ER GMLRS – Vylepšená verze GMLRS s dosahem 150 km, čehož bylo docíleno použitím mírně většího těla se silnějším raketovým motorem, a to při zachování 6 ks na jeden výměnný kontejner.[33] Existuje varianta s unitární i AW hlavicí.[34]

### GLSDB
Munice vyvinutá Saabem ve spolupráci se Boeingem, která kombinuje raketu M26 s GBU-39 Small Diameter Bomb, 110kg řízenou klouzavou leteckou pumou. Dosah 150 km. Jeden výměnný raketový kontejner pojme 6 ks GLSDB.

### ATACMS

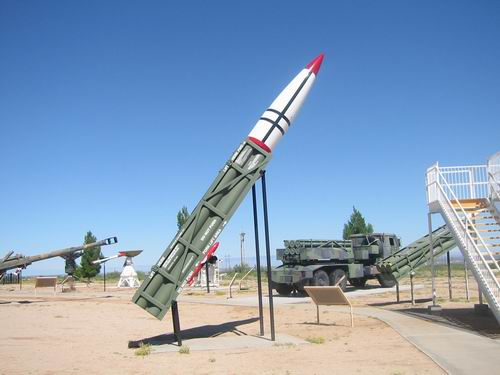
Raketa ATACMS částečně vysunutá z výměnného kontejneru v muzeu ve White Sands Missile Range. Kontejner zvenku vypadá, jako kdyby obsahoval šestici raket (G)MLRS, důvodem je snaha ztížit protivníkovi rozpoznání, které z vozidel je vybaveno jakým druhem munice.

Taktická balistická raketa s dosahem 165 až 300 km (v závislosti na verzi). Existují varianty s kazetovou hlavicí obsahující stovky kusů submunice pro útoky na plošné cíle, jako jsou letiště nebo pozice protivzdušné obrany, i varianty s unitární 230kg hlavicí pro útoky na bodové cíle, jako jsou např. různá opevnění či velící centra. Jeden kontejner obsahuje jednu ATACMS.

### PrSM
Precision Strike Missile je americká taktická balistická raketa, vyvinutá společností Lockheed Martin pro americkou armádu jako náhrada balistické rakety ATACMS. Dosah je přinejmenším 499 km, nicméně tento limit byl dán Smlouvou o likvidaci raket středního a krátkého dosahu, kterou v roce 2019 Spojené státy vypověděly. Zástupci americké armády se vyjádřili, že dosah bude zvýšen. Technologicky je střela připravena na další úpravy, jako je instalace ramjet motoru, která by zvýšila dosah až na 1 000 km. Jeden raketový kontejner obsahuje dvě střely PrSM.

### Další munice
S vývojem vlastní munice experimentovalo také Turecko, kde vznikl projekt SAGE-227, který měl být domácí alternativou GMLRS. Není známo, že by dospěl do sériové výroby. Vlastní munici vyvinul také Izrael, nejprve v podobě experimentálních RAMAM s letovou korekcí trajektorie, z nichž se postupně staly Ra'am/Eitan s kazetovou hlavicí.
V rámci probíhajícího britského programu navýšení počtu a upgradu jejich M270 je v plánu i vývoj vlastní munice. Konkrétně má jít o tyto typy:
- Dispensing-Rocket Payload: Raketa schopná nést a nad cílem vypustit náklad v podobě např. dronů či klouzavé bomby FreeFall LMM vycházející ze střely Thales LMM.[44]
- Land Precision Strike (LPS): Raketa vycházející z ER GMLRS, ovšem upravená pro využití proti mobilním cílům vysoké hodnoty. Technologie mají vycházet z raket Brimstone a CAMM.[45][46][44]

## Bojové nasazení

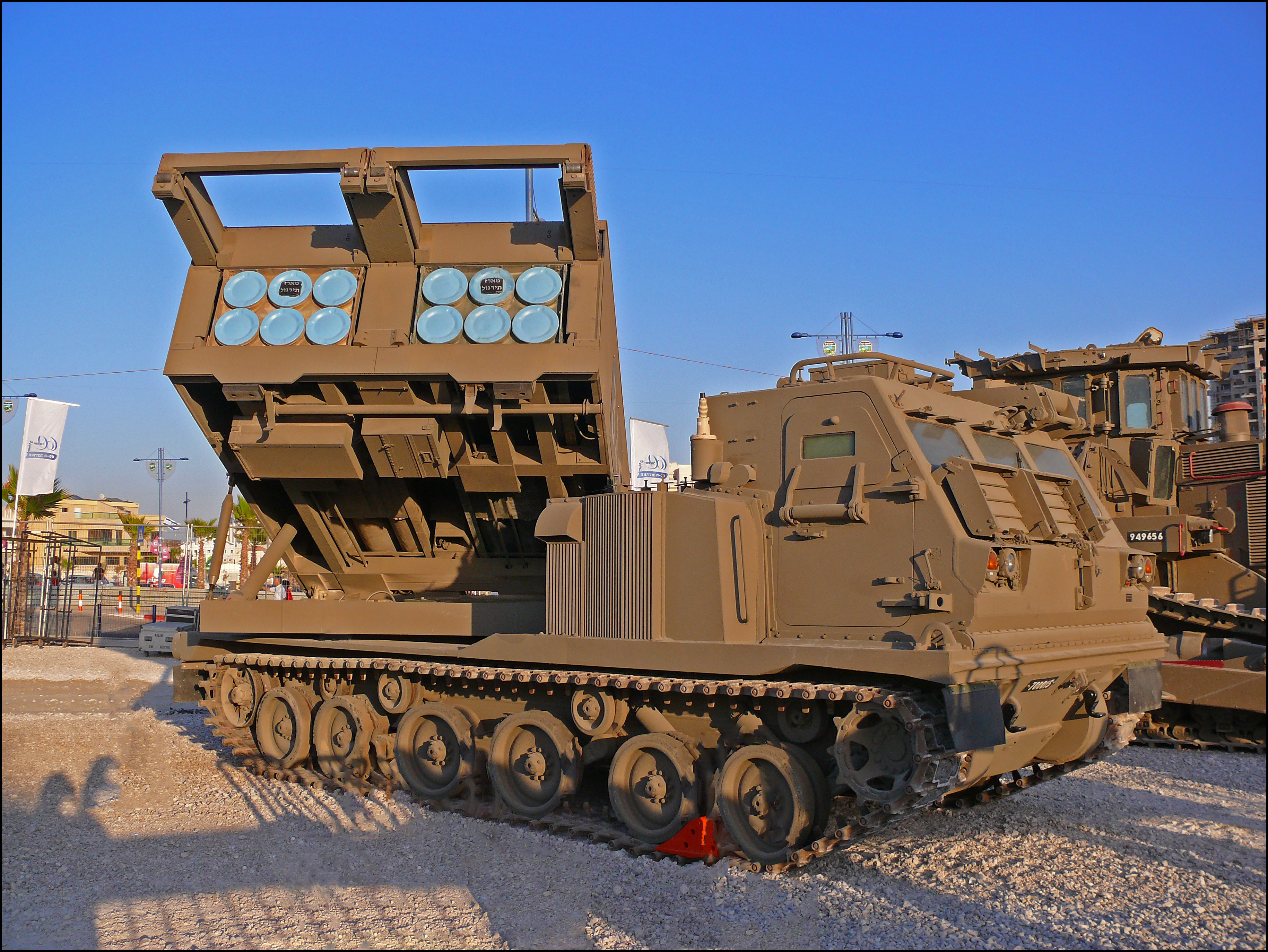
Izraelská verze systému

Raketomety byly nasazeny během války v Perském zálivu, během invaze do Iráku, během války v Afghánistánu, během ruské invaze na Ukrajinu a během války Izraele s Hamásem.

### Ruská invaze na Ukrajinu
V květnu 2022 přinesla americká média zprávy o tom, že vláda zvažuje poskytnout Ukrajině salvové raketomety k obraně před ruskou invazí. Zpočátku ale nebylo jasné, o jaký systém konkrétně půjde, mimo jiné i proto, že se tehdy americký prezident Joe Biden nechal slyšet, že neposkytnou raketomety, které by mohly zasáhnout území Ruska. Dne 31. května 2022 nakonec bylo oznámeno, že Spojené státy Ukrajině poskytnou systémy M142 HIMARS s raketami GMLRS, nikoliv M270 o kterých se spekulovalo.
V červnu 2022 nicméně oznámilo poskytnutí M270 (resp. jeho evropských verzí) postupně Spojené království a Německo, v říjnu pak Itálie a v listopadu Francie. Fyzické dodání prvních kusů na Ukrajinu oznámil tehdejší ministr obrany Oleksij Reznikov 15. července 2022.
Další dodávky od výše uvedených zemí následovaly v dalších měsících a letech, k červnu 2024 bylo Ukrajině postupně dodáno 25 ks raketometů M270 a jejich variant.

## Galerie

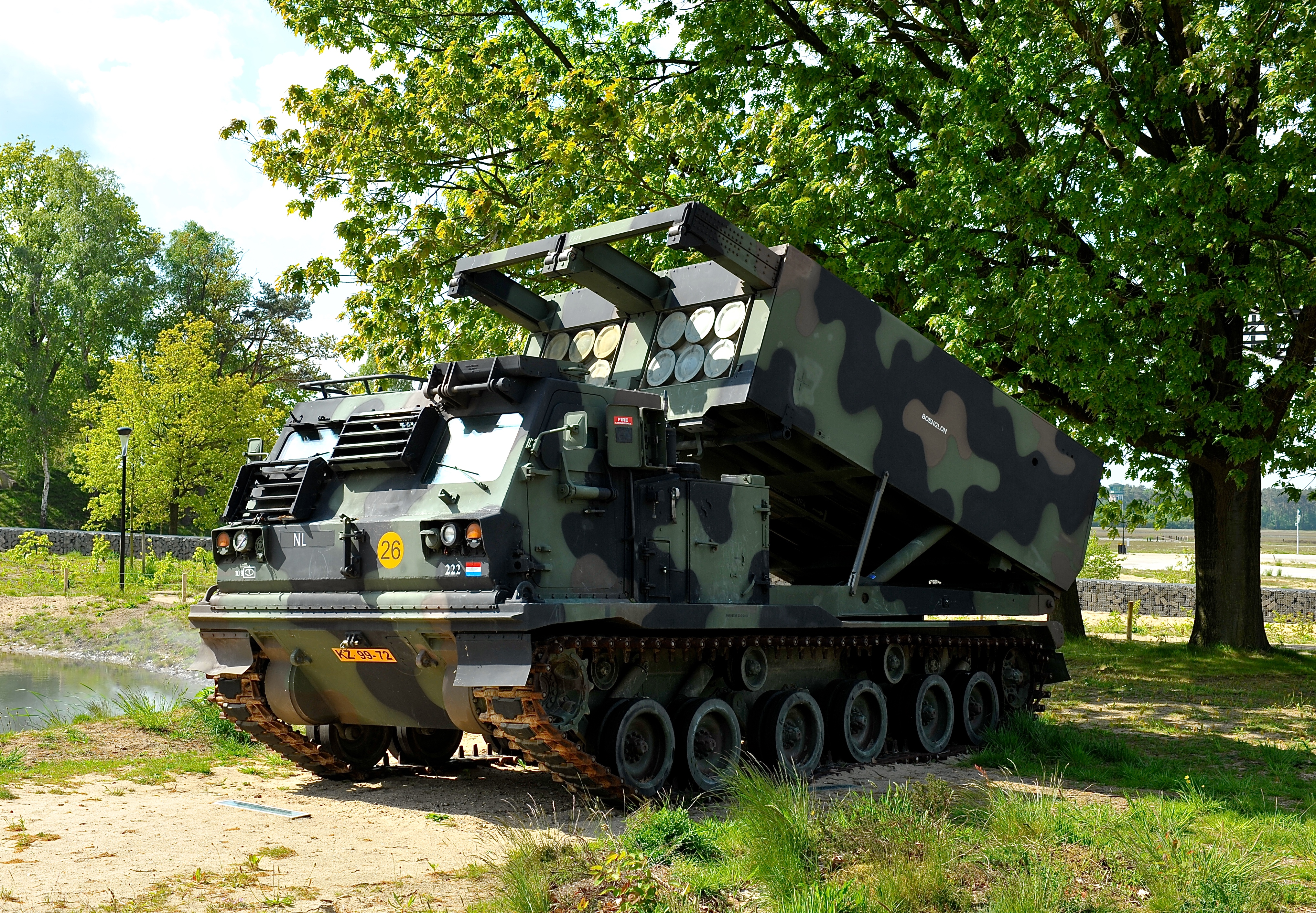
Nizozemský raketomet M270
Německé M270 při palbě
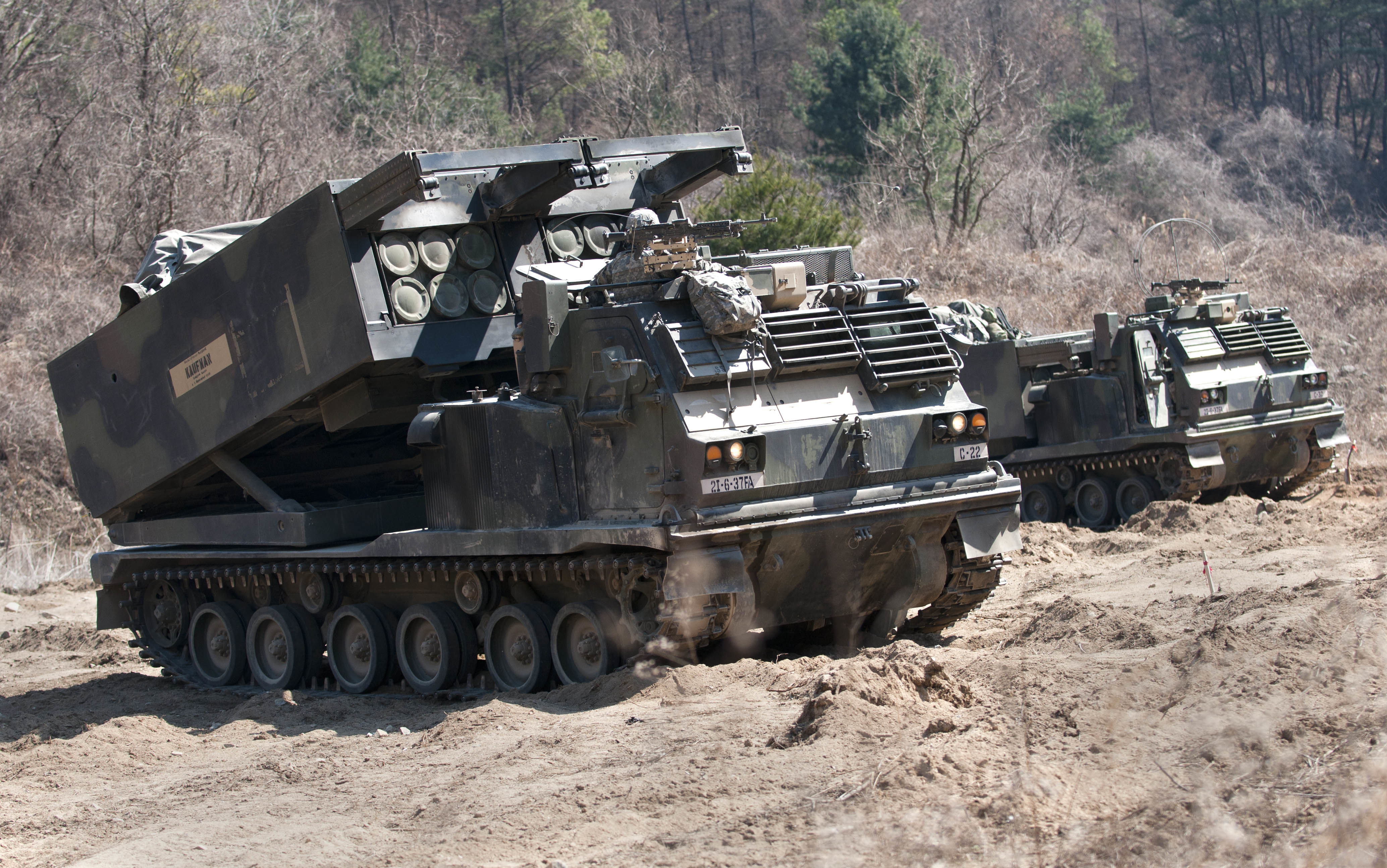
Americké raketomety M270 v Jižní Koreji
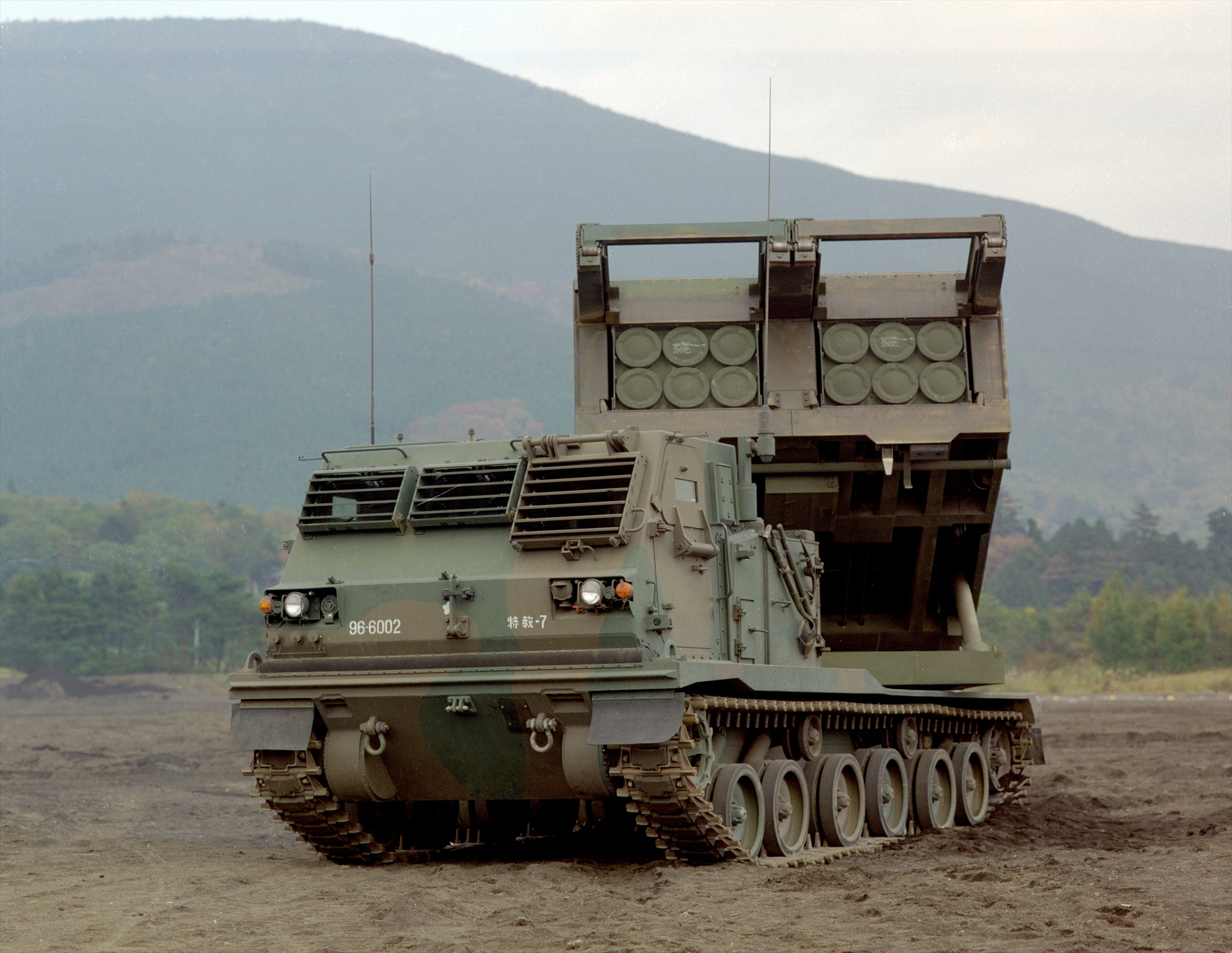
Japonský raketomet M270
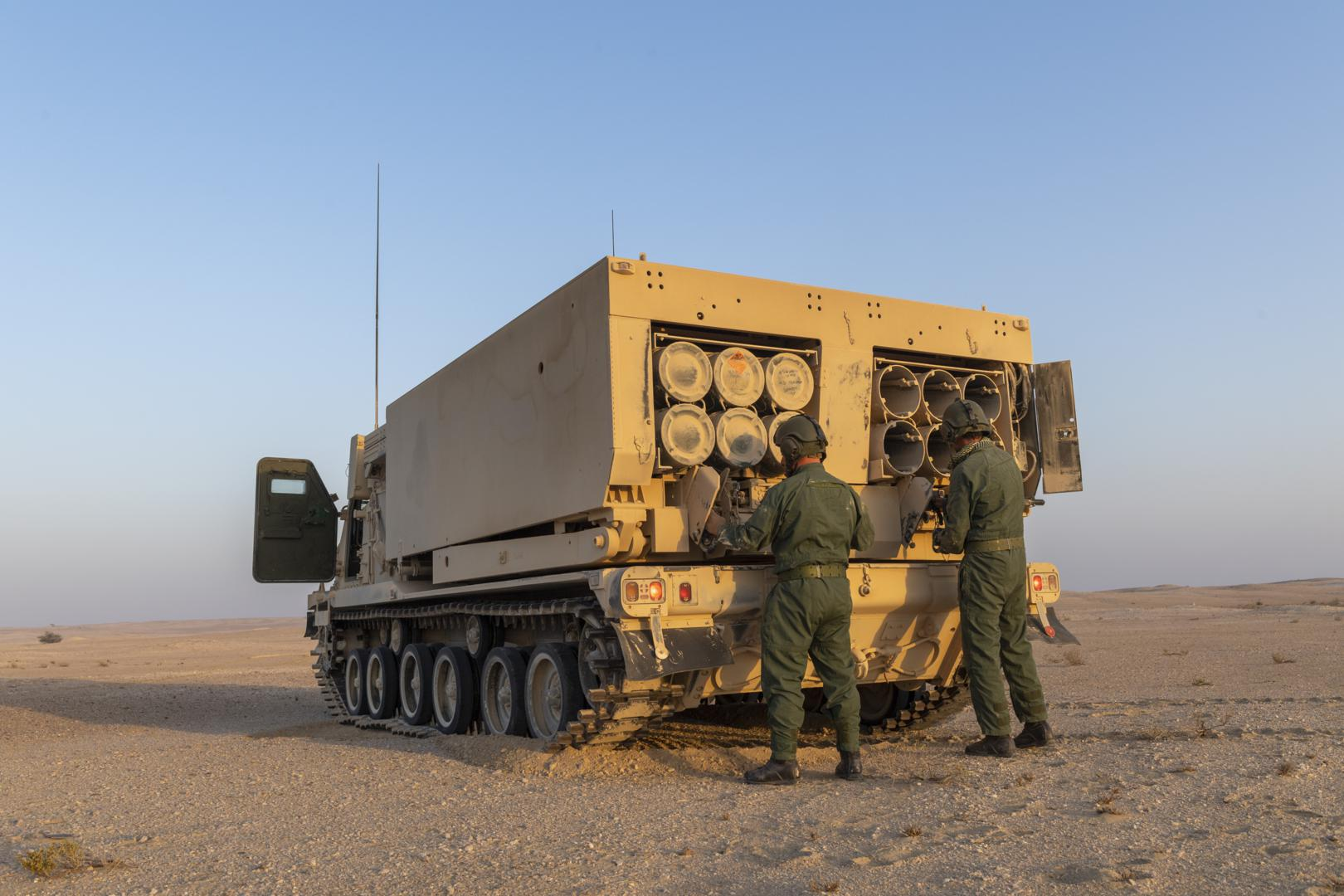
Italská M270 na cvičení v Kataru v roce 2021
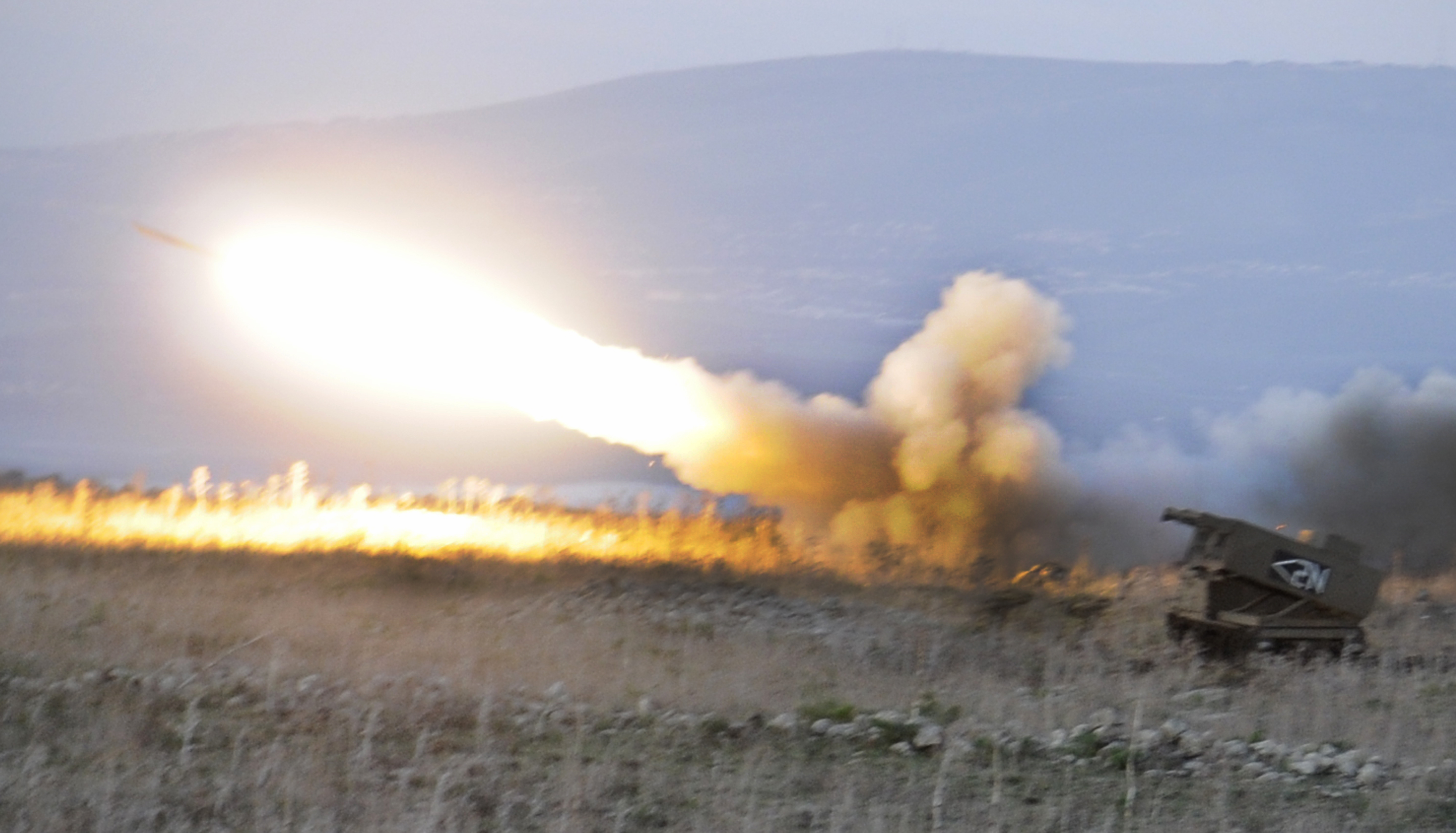
Izraelský raketomet při palbě
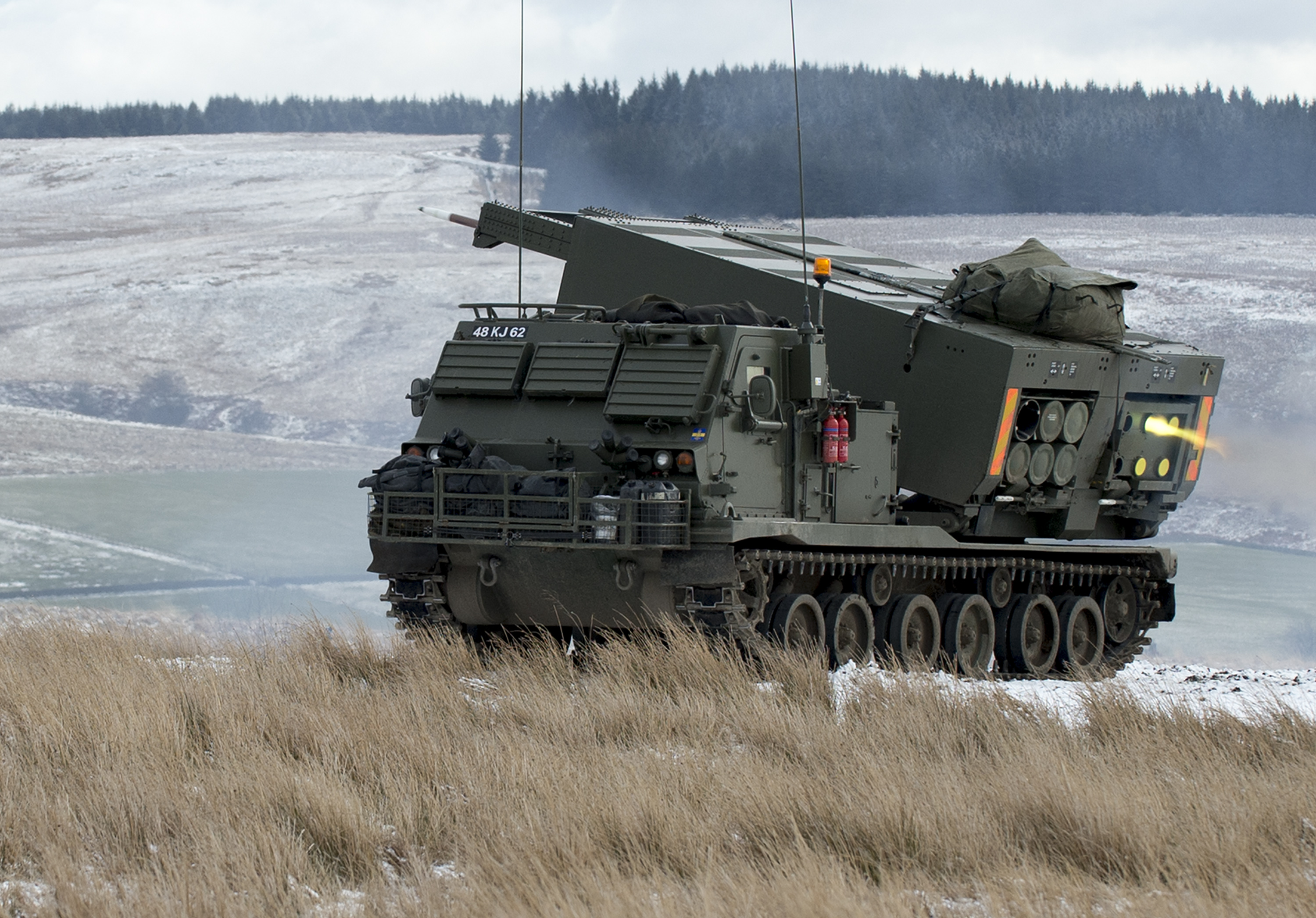
Britská M270 při cvičné palbě
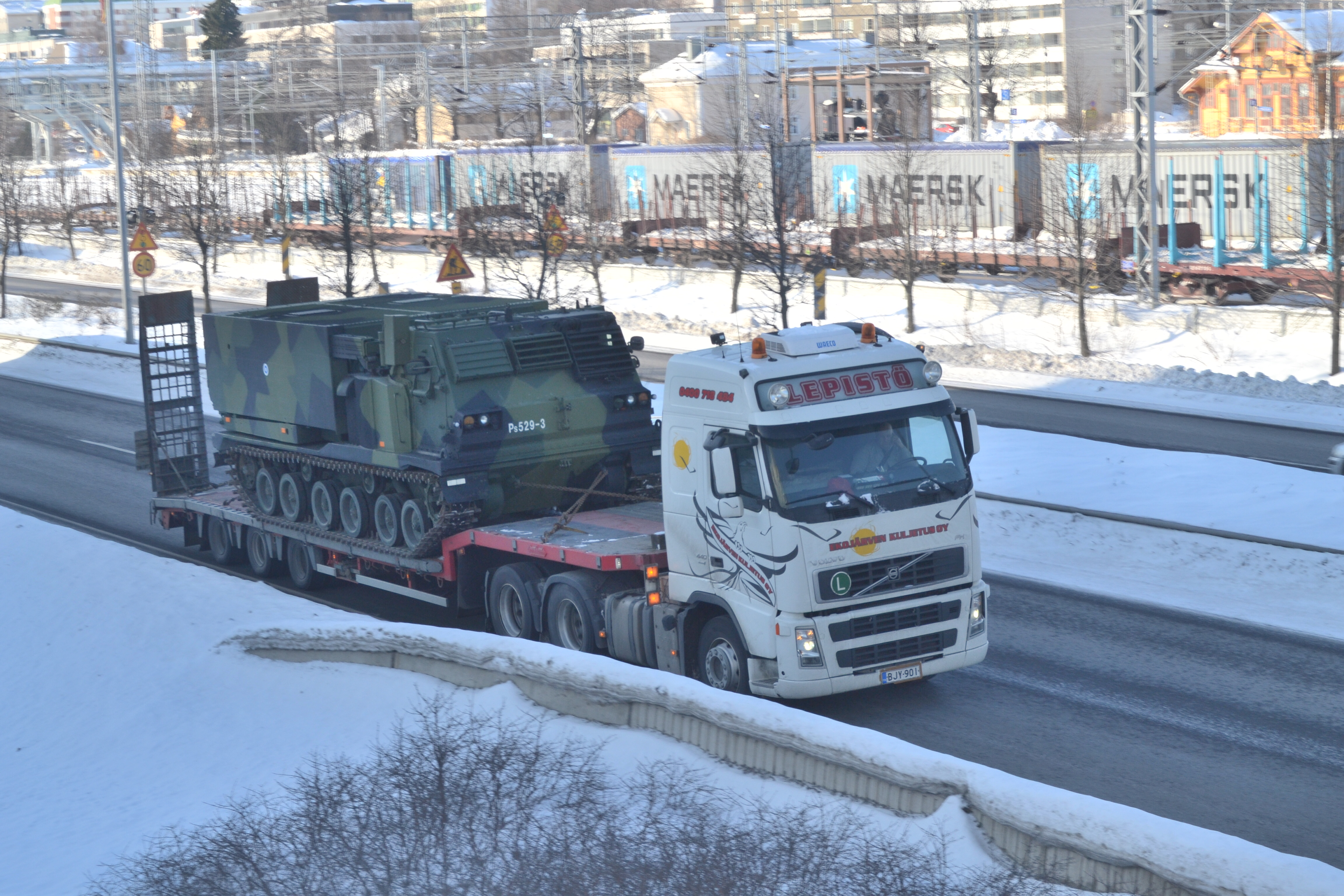
Salvový raketomet M270 při přepravě
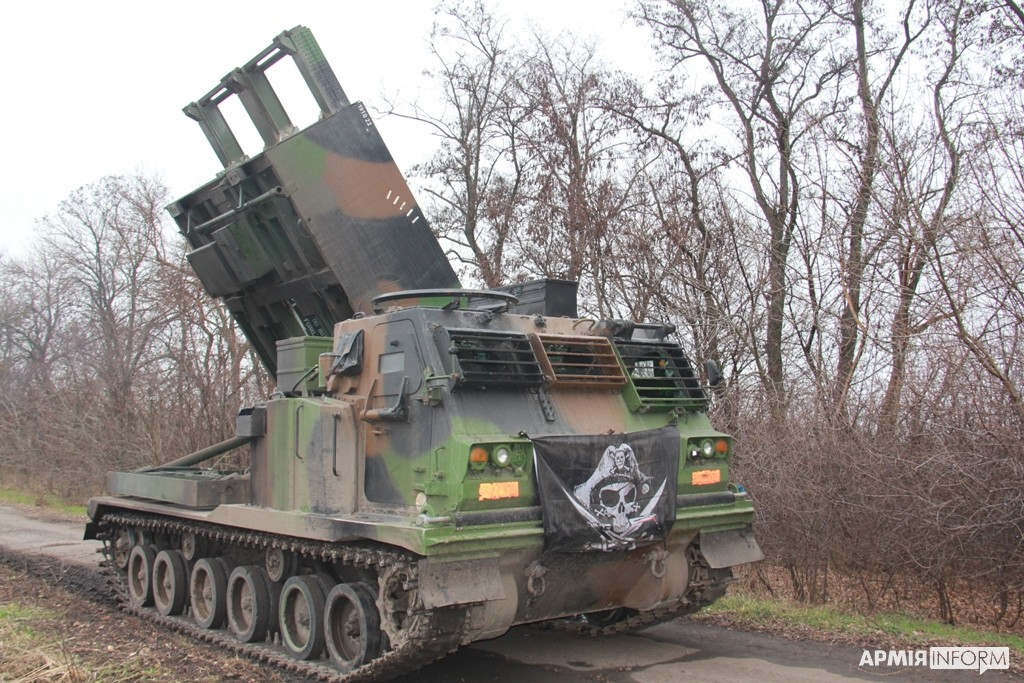
M270 pozemního vojska Ukrajiny

## Uživatelé

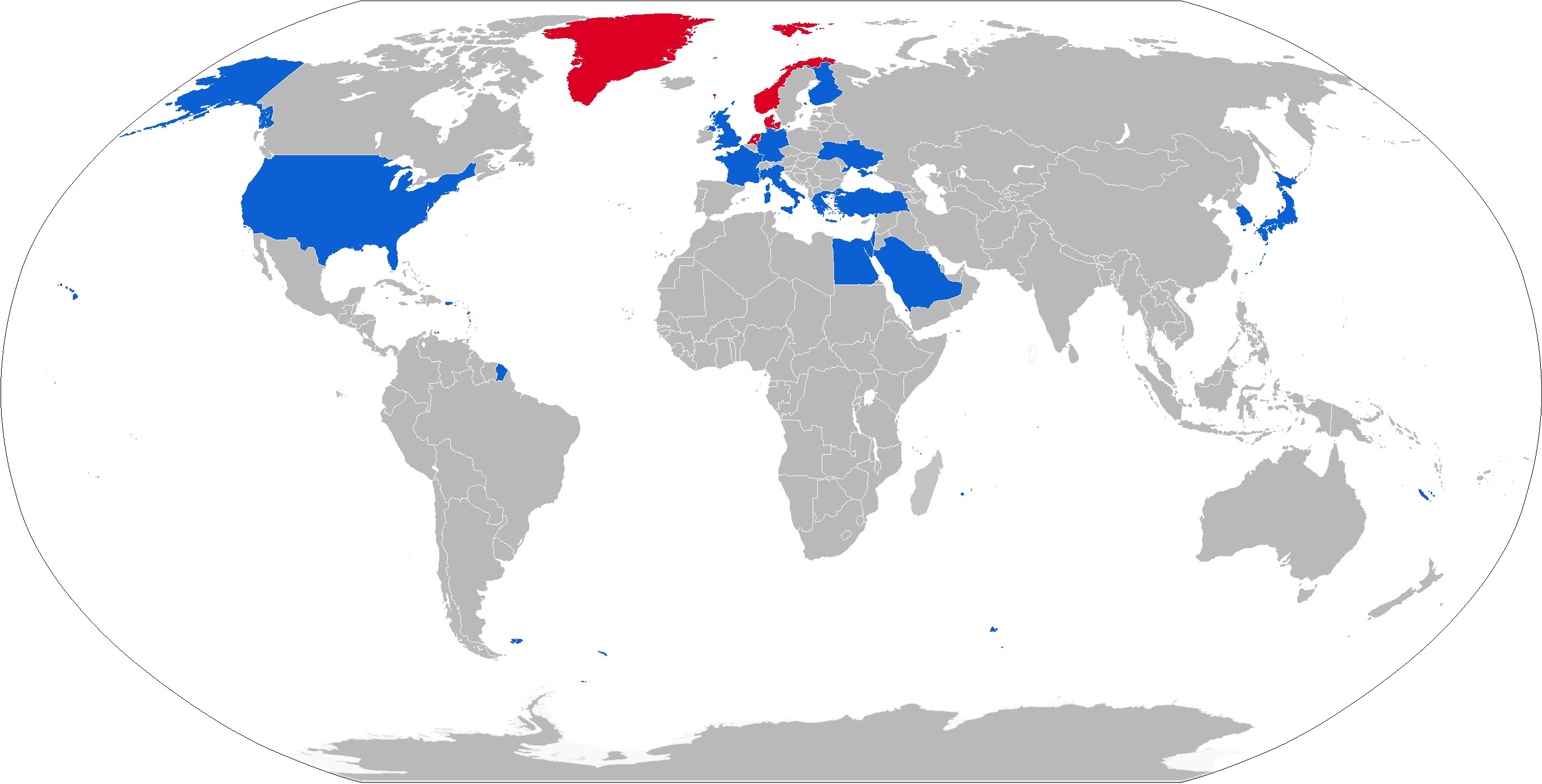
Uživatelé M270 (modře jsou aktivní uživatelé)

### Aktivní
M270
- Egypt[56]
- Řecko – 36 ks[57]
- Saúdská Arábie[zdroj?]
- Turecko – 12 ks[58]
- Japonsko – 81 ks, v plánu je vyřazení do roku 2029[59]

M270A1
- Bahrajn – 9 ks[8]
- Finsko – 41 ks verze M270D1, v roce 2023 rozhodnuto o upgradu na M270A2[60]
- Francie – 13 ks evropské verze ve Francii označované jako LRU (Lance-roquettes unitaire)[61]
- Německo – 35 ks evropské verze označované v Německu MARS II (Mittleres Artillerieraketensystem),[62] dalších 5 ks darováno Ukrajině.[63]
- Izrael – 64 ks modifikované varianty zvané Menatetz[64]
- Itálie – 21 ks evropské varianty označované v Itálii jako MLRS-I (MLRS Improved)[65]
- Jižní Korea – 31 ks verze M270A1 a 33 ks verze M270[66]
- Spojené království – 26 ks M270B1 operačních, cca 50 ks původních verzí v úložišti. Probíhá několikafázový plán upgradu, který zahrnuje i pořízení několika přebytečných kusů ze zahraničí, na jehož konci by v roce 2030 mělo Spojené království provozovat 85 ks modernizovaných M270A2.[67]
- Ukrajina – 25 ks darovaných spojenci jako pomoc proti ruské agresi, z toho 14 ks M270B1 (dar Británii částečně kompenzován Norskem, které UK darovalo 11 ks svých starších neprovozovaných M270)[68], 5 ks MARS II darovaných Německem, 2 ks MLRS-I darovaných Itálií a 4 ks LRU darovaných Francií.[55]

M270A2
- USA – Od roku 2022 probíhají dodávky 380 ks, 225 ks vznikne upgradem stávajících M270A1 a dalších 160 ks přestavbou uskladněné původní verze M270A0.[7]

### Bývalí
- Dánsko – 12 ks, prodány Finsku
- Nizozemsko – 23 ks, prodány Finsku, jeden vystaven v muzeu
- Norsko – 12 ks roku 2005 uskladněno, v letech 2022 a 2023 11 ks darováno Británii jako kompenzace dodávek Ukrajině.[68][69]